# 左翼国际组织列表
这是一个左翼国际组织（包括社会主义、共产主义和无政府主义的国际组织）的列表。

## 现存的左翼国际组织
马克思主义、马克思列宁主义：
- 共产党和工人党国际会议
- 共产党联盟—苏联共产党
- 苏联共产党 (2001年)
- 欧洲共产主义行动

托洛茨基主义（参见托洛茨基主义国际组织列表）：
- 第四国际
- 国际社会主义道路
- 国际社会主义倾向
- 革命共产国际

反修正主义：
- 革命政党和组织国际协调

毛主义：
- 国际共产主义者同盟

霍查主义：
- 马列主义政党和组织国际会议 (团结和斗争)
- 共产国际（斯大林霍查主义）

卡斯特罗主义：
- 探路者倾向

左翼共产主义：
- 国际共产党
- 国际共产主义潮流
- 国际主义共产主义倾向

无政府主义：
- 国际工人协会 (1922年)
- 无政府主义联合会国际
- Anarkismo.net

反帝国主义：
- 人民斗争国际联盟
- 世界反帝国主义纲领

泛左翼：
- 进步国际
- 国际人民大会
- 欧洲左翼党
- 为了人民和行星欧洲左翼联盟
- 现在人民
- 欧洲民主运动2025
- 圣保罗论坛
- 拉美社会主义协调
- 非洲左翼网络论坛
- 阿拉伯左翼论坛

不可能主义：
- 世界社会主义运动

社会民主主义、民主社会主义：
- 社会党国际
- 进步联盟
- 欧洲社会党
- 北欧劳工运动合作委员会
- 北欧绿色左翼联盟
- 中东欧绿色左翼联盟
- 独联体国家社会主义者论坛（俄语：Форум социалистов стран СНГ）
- 非洲民主社会主义党派联盟
- 南部非洲前解放运动

环境保护主义：
- 全球绿党

人文主义：
- 人文主义国际

## 已消亡的左翼国际组织
- 正义者同盟
- 共产主义通讯委员会
- 共产主义者同盟
- 国际工人协会（第一国际）
- 反权威国际（圣伊米耶无政府主义国际）
- 国际劳动人民协会（黑色国际）
- 社会主义国际（第二国际）
- 国际社会主义委员会（齐美尔瓦尔德联盟）
- 社会主义国际 (1919年)（伯尔尼国际、黄色国际）
- 共产国际（第三国际）
- 社会党国际工人联合会（第二半国际、维也纳国际）
- 共产主义工人国际（第四共产国际）
- 社会主义工人国际
- 国际革命马克思主义中心（第三半国际、伦敦局）
- 共产党和工人党情报局
- 亚洲社会党会议
- 情境主义国际
- 工人国际委员会
- 革命国际主义运动
- 马列主义政党和组织国际会议 (国际通讯)
- 新欧洲左翼论坛
- 国际共产主义研讨会
- 欧洲反资本主义左翼
- 黑桥国际
- 国际自由意志团结
- 巴尔干半岛共产党和工人党会议[1]
- 南亚毛主义政党和组织协调委员会
- 玻利瓦尔人民大会
- 无政府主义者国际联盟
- 共产党和工人党倡议
- 国际斯大林协会[2]